# Erik Sabo
Erik Sabo (Šúrovce, 22 novembre 1991) è un calciatore slovacco, centrocampista dello Spartak Trnava.

## Carriera

### Club
Ha esordito nella massima serie slovacca con lo Spartak Trnava nella stagione 2010-2011. Nella stagione 2014-2015 ha segnato un gol nel primo turno preliminare di Europa League.

### Nazionale
Il 23 maggio 2014 ha esordito con la Nazionale slovacca nell'amichevole Slovacchia-Montenegro (2-0).

## Palmarès

### Club

#### Competizioni nazionali
- 2. Liga (Slovacchia): 1

Spartak Myjava: 2010-2011
- Coppa di Slovacchia: 1

Spartak Trnava: 2024-2025